# پیمان اتاوا
پیمان اتاوا با نام کامل پیمان منع استفاده، نگهداری، ساخت، و جابجایی مین ضد نفر، و نابودی اینگونه مین‌ها با نام دیگر پیمان منع مین ضد نفر نیز شناخته می‌شود.

## برنهانش
در هنگام جنگ جهانی دوم برای نخستین بار از مین استفاده شد. در ۱۹۷۷ (میلادی) بندی به کنوانسیون ژنو افزوده شد که از کاربرد مین برای کشتن غیرنظامیان جلوگیری می‌کرد. از ۱۹۸۰ (میلادی) آسیب‌هایی که مین‌های ضد نفر پس از پایان درگیری‌های نظامی برای افراد غیرنظامی (به ویژه کودکان) وارد می‌نمود باعث شد که جمعی از کشورها به فکر محدود کردن و منع استفاده از مین‌های زمینی ضد نفر بیافتند. سرانجام به همت یک معلم بازنشسته امریکایی جودی ویلیامز در دسامبر ۱۹۹۷ در شهر اتاوای کانادا گردهم آمدند و مواردی را به تصویب رساندند که به پیمان اتاوا معروف شد.

## مفاد پیمان
در این پیمان کشورهای عضو بر منع بکارگیری مین‌های ضد نفر، انهدام ذخایر مین‌های ضد نفر، جلوگیری از گسترش، تولید، فروش یا جابجایی مستقیم و غیر مستقیم به دیگر کشورها تأکید کردند.
معاهده اتاوا مین‌های ضد تانک؛ که دارای قدرت انفجاری بیشتری هستند را شامل تحریم‌ها نمی‌داند.

## کشورهای عضو
تاکنون ۱۶۴ کشور جهان به این پیمان پیوسته‌اند.
اما ۳۱ کشور عضو سازمان ملل متحد از جمله ایالات متحده آمریکا، روسیه، چین، ایران، امارات متحده عربی، اسرائیل، هند، عربستان سعودی و… عضو پیمان اتاوا نیستند.